# Háború köde
A háború köde hadtudományi kifejezése arra utal, hogy a háborús erőfeszítések szempontjából fontos információk különböző körülmények (háborús káosz, megszakadt kommunikációs csatornák, ellenséges megtévesztés és mások) miatt szükségszerűen mindig bizonytalanok és hiányosak. 

## A fogalom eredete
A háború ködének fogalmát először Carl von Clausewitz német hadtudós fogalmazta meg A háborúról című alapvető hadtudományi munkjában:

„A háború a bizonytalanság birodalma; a háborús cselekvés alapjául szolgáló dolgok háromnegyede kisebb-nagyobb bizonytalanság ködében rejlik. Finom, átható elmére van szükség, hogy ítélete ritmusával tapintsa ki az igazságot.”

– Carl von Clausewitz: A háborúról

Pontosan a háború köde szófordulatot Clausewitz nem alkalmazta, hanem többféleképpen („holdfény”, „szürkület”) is körülírta azt a stratégiai szükségszerűséget, hogy a katonai vezetőnek mindig időhiánnyal küzdve és nem teljes információk alapján kell meghoznia, mégis legjobb tudása és lelkiismerete szerint, a döntéseit.
Szó szerint a háború köde (Fog of War) kifejezést Sir Lonsdale Augustus Hale használta 1896-ban megjelent könyvének címében. Ebben a könyvben arról ír, hogy a parancsnokok mindig a bizonytalanság állapotában vannak, nem ismerik minden részletére kiterjedően az előttük kibontakozó helyzetet.
A modern hadtudományi doktrínák elfogadják a biztonság és pontosság bizonyos hiányát, hogy ne veszítsék el a sebességet és a rugalmasságot. A hatékony katonai hírszerzés és katonai híradás révén minimalizálható a háború ködéből adódó bizonytalanság.

## Videójátékok
A stratégiai jellegű videójátékokban is nagy szerepet játszik a háború köde és annak leküzdése.

## Fordítás
- Ez a szócikk részben vagy egészben  a   Nebel des Krieges című német Wikipédia-szócikk ezen változatának fordításán alapul.  Az eredeti cikk szerkesztőit annak laptörténete sorolja fel. Ez a jelzés csupán a megfogalmazás eredetét és a szerzői jogokat jelzi, nem szolgál a cikkben szereplő információk forrásmegjelöléseként.